# Harriotta
Harriotta, in een geslacht uit de familie langneusdraakvissen (Rhinochimaeridae)
Het geslacht omvat deze soorten:
- Harriotta avia Finucci, Didier, Ebert, Green & Kemper, 2024[1] – Australaziatische smalneusspookvis[2]
- Harriotta haeckeli Karrer, 1972 – Kleinstekeldraakvis
- Harriotta raleighana Goode & Bean, 1895 – Smalsnuitdraakvis